# Handelsbilanzüberschuss
Ein Handelsbilanzüberschuss (auch Außenhandelsbilanzüberschuss oder Exportüberschuss genannt) liegt im Außenhandel vor, wenn in der Handelsbilanz eines Staates die Exporte innerhalb einer Rechnungsperiode (meist ein Jahr oder ein Quartal) gemessen in Geldeinheiten größer sind als die Importe.
Pendant ist das Handelsbilanzdefizit.

## Allgemeines
Die Handelsbilanz ist eine Teilbilanz der Zahlungsbilanz. Wie ihre Bezeichnung nahelegt, erfasst sie den Handel, konkreter den Außenhandel eines Staates innerhalb eines bestimmten Zeitraums, meist innerhalb eines Kalenderjahres. Erfasst werden in der Handelsbilanz solche Transaktionen, bei denen der Produktions- und Warencharakter im Vordergrund steht. Hierzu gehören vor allem Exporte, Importe und Lohnveredelungen.

## Berechnung
Übersteigen die Exporte und passiven Lohnveredelungen {\displaystyle Ex} die Importe und aktiven Lohnveredelungen {\displaystyle Im}, liegt ein Handelsbilanzüberschuss {\displaystyle H_{s}} vor, umgekehrt ein Handelsbilanzdefizit {\displaystyle H_{d}}:
{\displaystyle H_{s}=Ex>Im},
{\displaystyle H_{d}=Ex<Im}.
Die Differenz zwischen Exporten und Importen wird neutral auch als Saldo bezeichnet.
Der positive (aktive) Saldo (Überschuss) erscheint auf der Passivseite (wo die Importe stehen), der negative (passive) Saldo (Defizit) entsprechend auf der Aktivseite (wo die Exporte stehen). Der jeweilige Saldo wird in die Zahlungsbilanz übertragen, wo er auf der entgegensetzten Seite der Bilanz erscheint. Ein Überschuss gilt als ein Indikator für die Wettbewerbsfähigkeit eines Landes und der Branchen, deren Exporte zu dem Handelsbilanzüberschuss beitragen.
Der Terminus aktive Handelsbilanz wurde erstmals 1615 von Francis Bacon verwendet.
| Zahlungsbilanz | I. Leistungsbilanz                                           | Handelsbilanz                   |
| Zahlungsbilanz | I. Leistungsbilanz                                           | Dienstleistungsbilanz           |
| Zahlungsbilanz | I. Leistungsbilanz                                           | Erwerbs- und Vermögenseinkommen |
| Zahlungsbilanz | I. Leistungsbilanz                                           | Laufende Übertragungen          |
| Zahlungsbilanz | II. Vermögensübertragungen                                   |                                 |
| Zahlungsbilanz | III. Kapitalbilanz                                           | Direktinvestitionen             |
| Zahlungsbilanz | III. Kapitalbilanz                                           | Wertpapiertransaktionen         |
| Zahlungsbilanz | III. Kapitalbilanz                                           | Finanzderivate                  |
| Zahlungsbilanz | III. Kapitalbilanz                                           | Kreditverkehr                   |
| Zahlungsbilanz | III. Kapitalbilanz                                           | Sonstige Kapitalanlagen         |
| Zahlungsbilanz | IV. Veränderung der Währungsreserven zu Transaktionswerten   |                                 |
| Zahlungsbilanz | V. Saldo der statistisch nicht aufgliederbaren Transaktionen |                                 |

## Statistisches Bundesamt
Das Statistische Bundesamt erstellt die Handelsbilanz für Deutschland. Es führt eine Intrahandelsstatistik (Erfassung des Handels zwischen den Mitgliedsstaaten der Europäischen Union) und eine Extrahandelsstatistik (Erfassung des Handels mit den Staaten außerhalb der EU).
Die Handelsbilanz hat meist kein ausgeglichenes Konto. Die Salden der Handelsbilanz, der Dienstleistungsbilanz, der Faktoreinkommen-Bilanz und der Bilanz der laufenden Übertragungen werden in der Leistungsbilanz ausgewiesen.
Die Leistungsbilanz ist eine Teilbilanz der Zahlungsbilanz.
Wenn eine Volkswirtschaft einen Überschuss in der Handelsbilanz hat, dann hat sie auch in der Kapitalbilanz einen Überschuss (→ Prinzip der doppelten Buchführung).
Sie hat im betrachteten Zeitraum Kapital exportiert. Dadurch steigen die Forderungen des Inlandes gegenüber dem Ausland oder die Verbindlichkeiten des Inlandes gegenüber dem Ausland sinken.
Kapitalexport findet auch statt, wenn Inländer im Ausland Vermögen erwerben, zum Beispiel Grundstücke, Immobilien, Wertpapiere oder Unternehmen (Direktinvestitionen).

## Einflussfaktoren auf den Handelsbilanzüberschuss

### Wechselkursänderungen
Offene Volkswirtschaften ermöglichen die Wahl zwischen in- und ausländischen Gütern. Sie hängt in erster Linie vom realen Wechselkurs ab – dem relativen Preis inländischer Güter ausgedrückt in Einheiten ausländischer Güter.
Eine Abwertung der inländischen Währung erhöht die Importpreise (dadurch sinkt in der Regel die Importnachfrage, die Importe gehen zurück) und verbilligt die Exportpreise (dadurch steigt Exportnachfrage).
Dies führt zu einer Verbesserung der Handelsbilanz, wenn die Marshall-Lerner-Bedingung erfüllt wird (die Exporte müssen stark genug zunehmen und die Importe müssen stark genug abnehmen, um den Preisanstieg bei den Importen zu kompensieren). In der Realität hat sich gezeigt, dass die Handelsbilanz sich nach einer Abwertung zunächst vorübergehend verschlechtert und sich dann verbessert. Dies nennt man J-Kurveneffekt.

### Realeinkommensänderungen
Wenn das Einkommen im Inland (ceteris paribus) sinkt, sinken bei konstantem Wechselkurs auch die Importe.
Wenn das Einkommen anderer Volkswirtschaften ('Ausland') steigt, steigen die Exporte in diese Volkswirtschaften.
In beiden Fällen steigt der Handelsbilanzsaldo.

### Änderungen der Nachfrage
Ein Sinken der inländischen Güternachfrage (z. B. durch niedrigere Staatsausgaben, Steuererhöhungen, niedrigere Konsumausgaben für Waren mit Anteilen aus dem Ausland) führt zu einem Sinken der inländischen Produktion verbunden mit einem reduzierten Warenimport für diese Produktion und zu einem Handelsbilanzüberschuss.
Ein Anstieg der ausländischen Güternachfrage führt zu einem Anstieg der inländischen Produktion und folglich auch zu einem Überschuss in der Handelsbilanz; dies mit der Annahme, der Wert für die Importe für die Produktion nehme zwar ebenso zu, allerdings nicht so stark wie der Wert für die Exporte.

## Handelsbilanzüberschuss in Deutschland

Entwicklung des deutschen Außenhandels seit 1950

Die deutsche Wirtschaft ist stark vom Export abhängig. Gleichzeitig ist Deutschland als rohstoffarmes Land aber auch auf Importe (v. a. Energie) angewiesen.
Die Ausfuhren (Exporte) im Jahr 2017 lagen mit etwa 1,27 Billionen Euro um 6,2 % über den Werten des Vorjahres. Deutschland ist damit, wie schon in der Vergangenheit, weltweit einer der Staaten mit dem größten Export von Waren. Mit einem Anteil von etwa 18 % sind dabei Kraftwagen und Kraftwagenteile Deutschlands wichtigstes Exportgut. Auf Rang zwei und drei der wichtigsten Exportgüter folgen Maschinen (15 %) und chemische Erzeugnisse (9 %). Diese drei Branchen machen 42 % der deutschen Ausfuhren aus.
Die deutsche Dienstleistungsbilanz ist im Gegensatz zur Handelsbilanz negativ, d. h. Deutschland importiert mehr Dienstleistungen als es exportiert.
Die Einfuhren (Importe) sind im Jahr 2017 um 8,3 % auf etwa 1,03 Billionen Euro gestiegen. Die Außenhandelsbilanz schloss im Jahr 2017 mit einem Überschuss von rd. 245 Milliarden Euro ab, etwas weniger als 2016 (249 Milliarden Euro).

### Handelsbilanzüberschuss mit Mitgliedstaaten der Europäischen Union

Deutsche Handelsbilanz in % des BIP gegenüber dem Euroraum, den USA und Schwellenländern

Ein Leistungsbilanzüberschuss eines Mitgliedsstaates der Europäischen Union gegenüber den anderen EU-Staaten wird als stabilitätsgefährdend eingestuft. Die Grenze, von der an er als stabilitätsgefährdend gilt, wurde auf sechs Prozent des Bruttoinlandsprodukts festgelegt beziehungsweise auf drei Prozent für den Fall, dass zugleich der Staatshaushalt ein Defizit vorweist. Ein Leistungsüberschuss, der über der Grenze liegt, gibt Anlass zu einer Prüfung, und bei einem dauerhaft erhöhten Leistungsbilanzüberschuss kann es zu einem Strafverfahren kommen. Eine neue Studie geht allerdings davon aus, dass der deutsche Exportüberschuss positive Auswirkungen auf die anderen Mitgliedstaaten der Europäischen Union hat und dass Maßnahmen zu dessen Senkung kontraproduktiv für die europäische Wirtschaft wären. Der Wissenschaftliche Beirat des Bundeswirtschaftsministeriums kommt zu dem Schluss, dass von Seiten des Überschusslandes staatlicherseits keine wirksamen Maßnahmen zur Senkung von Exportüberschüssen ergriffen werden können. Auch die Bundesbank, die die deutsche Leistungsbilanz regelmäßig erfasst, geht davon aus, dass staatliche Maßnahmen der deutschen Regierung nur einen geringen Einfluss auf die Handelsbilanz nehmen.
In die Mitgliedstaaten der Europäischen Union wurden aus Deutschland im Jahr 2014 Waren im Wert von 657,3 Milliarden Euro exportiert und Waren im Wert von 599,9 Milliarden Euro von dort bezogen. Gegenüber dem Jahr 2013 stieg der Export in die anderen EU-Länder um 5,4 % und die Importe aus diesen Ländern um 3,6 %. Wichtigstes Exportland Deutschlands blieb 2014 das Nachbarland Frankreich. Hier wurde ein Export im Wert von 101,9 Milliarden Euro verzeichnet. Auf den nächsten Plätzen folgten die USA und Großbritannien.

### Handelsbilanzüberschuss mit Drittländern
In die Länder außerhalb der Europäischen Union (Drittländer) wurden im Jahr 2014 Waren im Wert von 476,2 Milliarden Euro exportiert und Waren im Wert von 316,6 Milliarden Euro aus diesen Ländern importiert. Gegenüber dem Jahr 2013 stiegen die Exporte in die Drittländer um 1,5 % und die Importe von dort sanken um 0,9 %.

## Handelsbilanzüberschuss der Europäischen Union
|                                                 | 2013   | 2014   | 2015   | 2016   | 2017   |
| ----------------------------------------------- | ------ | ------ | ------ | ------ | ------ |
| Handelsbilanz-Überschuss EU-27 (Mrd. €)         | 56,3   | 18,0   | 71,5   |        |        |
| Handelsbilanz-Überschuss EU-28 (Mrd. €)         | 49,3   | 11,1   | 64,2   | 32,0   | 22,9   |
| Brutto-Inlandsprodukt EU-28 (Mrd. €)            | 13.559 | 14.001 | 14.711 | 14.910 | 15.320 |
| Handelsbilanz-Überschuss der EU-28 in % vom BIP | 0,4 %  | 0,1 %  | 0,4 %  | 0,2 %  | 0,1 %  |

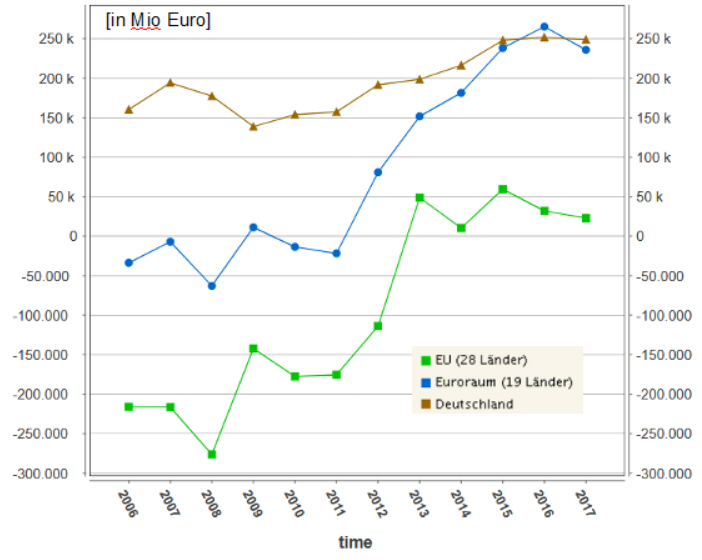
Handelsbilanz der Europäischen Union

Im Jahr 2015 hat der Handelsbilanzüberschuss der EU gegenüber den USA 157 Mrd. US-Dollar betragen (Deutscher Anteil daran: 75 Mrd. US-Dollar).

## Handelsbilanzüberschuss der VR China
Im Jahr 2009 war die VR China erstmals Exportweltmeister.
Bereits im 2. Quartal 2007 war China (vor den USA) Exportweltmeister.
Von 1978 bis 2006 stieg Chinas Anteil am Weltexport von 0,8 auf 8,0 Prozent. Die Exportüberschüsse der VR China basierten laut Germany Trade and Invest (gtai) nur unwesentlich auf Billigprodukten. China war 2006 größter Lieferant in den Branchen Elektronik (Exportanteil von 18,5 Prozent) und Elektrotechnik (13,4 Prozent). Im Bereich Stahl lag das Land 2006 mit einem Exportanteil von 8,7 Prozent knapp hinter Deutschland (8,8 Prozent).
Die VR China hatte 2007 einen Handelsbilanzüberschuss in Höhe von 262,2 Milliarden Dollar (damals rund 180 Milliarden Euro), 47,7 Prozent mehr als 2006. Die meisten Exporte gingen in die EU, USA und Japan. 
2016 wies die Leistungsbilanz der VR China rund 245 Milliarden US-Dollar aus.
Deutschland hatte eine Leistungsbilanz von 297 Milliarden US-Dollar (8,6 Prozent des Bruttoinlandsprodukts). Damit war Deutschland größter Kapitalexporteur der Welt.
Die Verzinsung des so im Ausland aufgebauten Kapitals war relativ hoch. Kapitalexporte wurden von vielen Experten als logischer Schritt einer alternden Volkswirtschaft betrachtet.
Während der COVID-19-Pandemie in der Volksrepublik China sank die Nachfrage der VR China nach ausländischen Gütern und Dienstleistungen deutlich. Zum Beispiel wurde im Mai 2020 16,7 % weniger importiert und 3,3 % weniger exportiert als im Mai 2019. Dadurch stieg der Außenhandelsüberschuss im Mai 2020 auf einen Rekordwert.

## Wirtschaftliche Aspekte
Für Diskussionen um hohe Handelsbilanzüberschüsse ist anzumerken:
- Laut dem Jahr 2016 wird durch einen permanenten Handelsbilanzüberschuss von mehr als drei Jahren und mehr als 6 % des Bruttoinlandsprodukts wird in den EU-Mitgliedstaaten das Staatsziel des außenwirtschaftlichen Gleichgewichts verfehlt.[25]
- Im Zuge der zweiten Amtszeit von Donald Trump in den USA und seiner dabei eingeschlagenen Zollpolitik wird seit Anfang 2025 öffentlich in Deutschland stärker beachtet, dass eine isolierte Betrachtung eines Handelsbilanzüberschusses zwischen Staaten unvollständig[26] ist. Die Gründe dafür sind insbesondere, dass mittlerweile die in Handelsbilanzen nicht enthaltenen Umsätze[27][28] insbesondere vom Dienstleistungs- und vom Informations- bzw. Digitalsektor in den vergangenen Jahren sehr  wesentlich gewachsen sind und somit ggf. hervorgerufene Ungleichgewichte zwischen den Staaten zu einer gar umgekehrten Gesamtbilanz führen können.

Staaten mit permanent hohem Handelsbilanzüberschuss werden Exportweltmeister genannt.